# Compte spécial en France
En droit budgétaire français, un compte spécial retrace des recettes de l’État affectées à certaines dépenses. Les comptes spéciaux sont séparés du budget général de l'État, mais leur création et les crédits qui leur sont affectés sont votés en loi de finances.

## Historique
Avant 2001, l'ordonnance de 1959 qui définissait le régime des lois de finances encadrait déjà de manière rigoureuse la création de comptes spéciaux, afin d'éviter l'émergence de budgets non soumis au contrôle du Parlement. Lors des débats relatifs à la Loi organique relative aux lois de finances (LOLF), l'Assemblée nationale a souhaité supprimer ces comptes spéciaux au nom du principe d'unité budgétaire, mais ils ont été maintenus par le Sénat afin d'éviter de retirer les dépenses correspondantes du champ des lois de finances.

## Régime des comptes spéciaux
La création des comptes spéciaux relève du domaine de la loi de finances. Toutefois, certains comptes spéciaux sont mentionnés dans la LOLF et ne peuvent donc pas être supprimés par une loi de finances ordinaire : le compte de gestion des participations de l'État (article 21) et le compte de gestion de la dette et de la trésorerie de l'État (article 22).
Un compte spécial constitue une mission budgétaire. En conséquence, seul le Gouvernement, et non les parlementaires, peuvent en créer un par application des règles de recevabilité des amendements définie par l'article 40 de la Constitution.
L'article 20 de la LOLF interdit d'affecter à un compte spécial des dépenses de rémunération. Ceci ne s'applique pas aux pensions de retraite puisque celles-ci font l'objet d'un compte d'affectation spéciale.

## Les quatre catégories de comptes spéciaux
L'article 19 de la loi organique relative aux lois de finances (LOLF) définit quatre catégories de comptes spéciaux.

### Comptes d'affectation spéciale
Les comptes d'affectation spéciale (article 21 de la LOLF) retracent des opérations budgétaires financées au moyen de recettes particulières qui sont, par nature, en relation directe avec les dépenses concernées. Cette « relation directe » est un point important du compromis trouvé entre l'Assemblée nationale et le Sénat lors des débats relatifs à la LOLF et son existence est contrôlée par le Conseil constitutionnel.
En principe, des versements du budget général ne peuvent compléter les recettes d'un compte d'affectation spéciale que dans la limite de 10 % des crédits initiaux de ce compte. Cette limite ne s'applique toutefois pas au compte des participations financières de l'État, ni à celui des pensions.
En sens inverse, les recettes d'un compte d'affectation spéciale ne peuvent abonder le budget général ou un budget annexe, sauf disposition expresse d'une loi de finances.
Le budget pour 2024 comporte six comptes d'affectation spéciale (CAS), avec, au total, des recettes affectées de 77,4 milliards et des crédits de paiement de 79,9 milliards d’euros :
- contrôle de la circulation et du stationnement routiers ;
- développement agricole et rural ;
- financement des aides aux collectivités pour l’électrification rurale ;
- gestion du patrimoine immobilier de l’État ;
- participations financières de l’État : ce compte retrace les opérations liées aux participations financières détenues indirectement par l'État, via une société qu'il détient, mais pas celles qui résultent des quotes-parts qu'il possède dans certains organismes internationaux non commerciaux tels que la Banque mondiale et la Banque européenne d'investissement[7] ;
- pensions : ce compte, créé à l'occasion de la LOLF, permet de présenter le coût complet des pensions des agents de l'État, auparavant imputées au budget général de manière peu lisible[8] ;

### Comptes de commerce
Un compte de commerce (article 22 de la LOLF) retrace des opérations de caractère industriel et commercial effectuées à titre accessoire par des services de l'État non dotés de la personnalité morale.
Il se distingue donc d'un budget annexe, qui concerne des activités de production ou de services effectuées à titre principal par un service de l'État.
Seul le découvert a un caractère limitatif pour un compte de commerce. L'activité du compte dépendant du comportement des clients, l'autorisation parlementaire en matière de dépenses ne peut comprendre que des ouvertures de crédits.
Le budget pour 2024 comporte neuf comptes de commerce avec, au total, des autorisations de découvert de 19,9 milliards d’euros, dont 19,2 milliards pour la seule gestion de la dette et de la trésorerie de l’État, :
- approvisionnement de l’État et des forces armées en produits pétroliers, biens et services complémentaires ;
- cantine et travail des détenus dans le cadre pénitentiaire ;
- couverture des risques financiers de l’État ;
- exploitations industrielles des ateliers aéronautiques de l’État ;
- gestion de la dette et de la trésorerie de l’État : ce compte, mentionné explicitement par la LOLF, permet au Trésor de gérer plus facilement la dette de l'État que ces activités devaient être retracées dans le budget général, par exemple en évitant l'application du principe de non-contraction des recettes et des dépenses pour certaines opérations purement financières dont seul le solde est pertinent[13] ;
- lancement de certains matériels aéronautiques et de certains matériels d’armement complexes ;
- opérations commerciales des domaines ;
- régie industrielle des établissements pénitentiaires ;
- soutien financier au commerce extérieur.

### Comptes d'opérations monétaires
Les comptes d'opérations monétaires (article 23 de la LOLF) retracent les recettes et les dépenses de caractère monétaire.
Seul le découvert a un caractère limitatif.
Le budget pour 2024 comporte trois comptes d’opérations monétaires avec, au total, des autorisations de découvert de 175 millions d’euros, :
- émission des monnaies métalliques ;
- opérations avec le Fonds monétaire international ;
- pertes et bénéfices de change.

### Comptes de concours financiers
Les comptes de concours financiers (article 24 de la LOLF) retracent, pour chaque débiteur ou catégorie de débiteurs, les prêts et avances consentis par l'État.
Les crédits attribués à ces comptes ont un caractère limitatif, à l'exception des comptes ouverts au profit des États étrangers et des banques centrales liées à la France par un accord monétaire international.
Le budget pour 2024 comporte six comptes de concours financiers avec, au total, des autorisations d'engagement de 148,6 milliards :
- accords monétaires internationaux ;
- avances à divers services de l’État ou organismes gérant des services publics ;
- avances à l’audiovisuel public ;
- avances aux collectivités territoriales ;
- prêts à des États étrangers ;
- prêts et avances à des particuliers ou à des organismes privés.